# 544 (numero)
Cinquecentoquarantaquattro (544) è il numero naturale dopo il 543 e prima del 545.

## Proprietà matematiche
- È un numero pari.
- È un numero composto con 12 divisori: 1, 2, 4, 8, 16, 17, 32, 34, 68, 136, 272, 544. Poiché la somma dei suoi divisori (escluso il numero stesso) è 590 > 544, è un numero abbondante.
- È un numero pratico.
- È un numero di Ulam.
- È un numero congruente.
- È parte delle terne pitagoriche (33, 544, 545), (256, 480, 544), (408, 544, 680), (450, 544, 706), (544, 1020, 1156), (544, 1092, 1220), (544, 2142, 2210), (544, 2280, 2344), (544, 4335, 4369), (544, 4608, 4640), (544, 9240, 9256), (544, 18492, 18500), (544, 36990, 36994), (544, 73983, 73985).

## Astronomia
- 544 Jetta è un asteroide della fascia principale del sistema solare.
- NGC 544 è un galassia lenticolare della costellazione dello Scultore.

## Astronautica
- Cosmos 544 è un satellite artificiale russo.